# Селио Кодо
Селио Луиш да Соуза Биспо (на португалски: Célio Luis da Sousa Bispo), известен като Селио Кодó (Célio Codó), е бразилски футболист, който играе като преотстъпен за Литекс (Ловеч) от Сампайо Кореа. Кодó е централен нападател, роден на 7 октомври 1987 г. в град Кодó, от където идва и прозвището му.

## Кариера
Селио Кодó започва професионалната си кариера през 2009 г. в Сампайо Кореа. Още по време на първия си сезон се превръща в основна фигура в клуба си. Бележи 3 гола в 4 мача от бразилската Серия С (трета дивизия), но Сампайо Кореа остава на последно място в своята група и изпада в Серия Д. През следващия сезон Кодó е още по-убедителен – вкарва 6 гола в 9 мача в Серия Д, което го нарежда на четвърто място в листата на стрелците в четвърта дивизия. Освен това той бележи и 4 попадения в Кампеонато Мараняу, а Сампайо Кореа става първенец в щатския шампионат.
На 5 януари 2011 г. Кодó е преотстъпен за 4 месеца в Санто Андре. Записва 11 мача с 1 гол в Кампеонато Паулѝста А1, както и 4 срещи с 2 попадения в Купата на Бразилия.
През юни Кодó е преотстъпен за една година в Литекс (Ловеч), като оранжевите плащат за наема 30 000 евро. Освен това в договора на бразилския нападател е включена клауза, че правата му могат да бъдат откупени от Литекс срещу сумата от 400 000 евро.
За Литекс изиграва 12 мача, пет от които в Евротурнирите. Отбелязва 4 гола, единият от които срещу ЦСКА в мача за Суперкупата на България. От края на 2011 отново е футболист на Сампайо Кореа.